# Sjtsje ne vmerla Oekrajiny

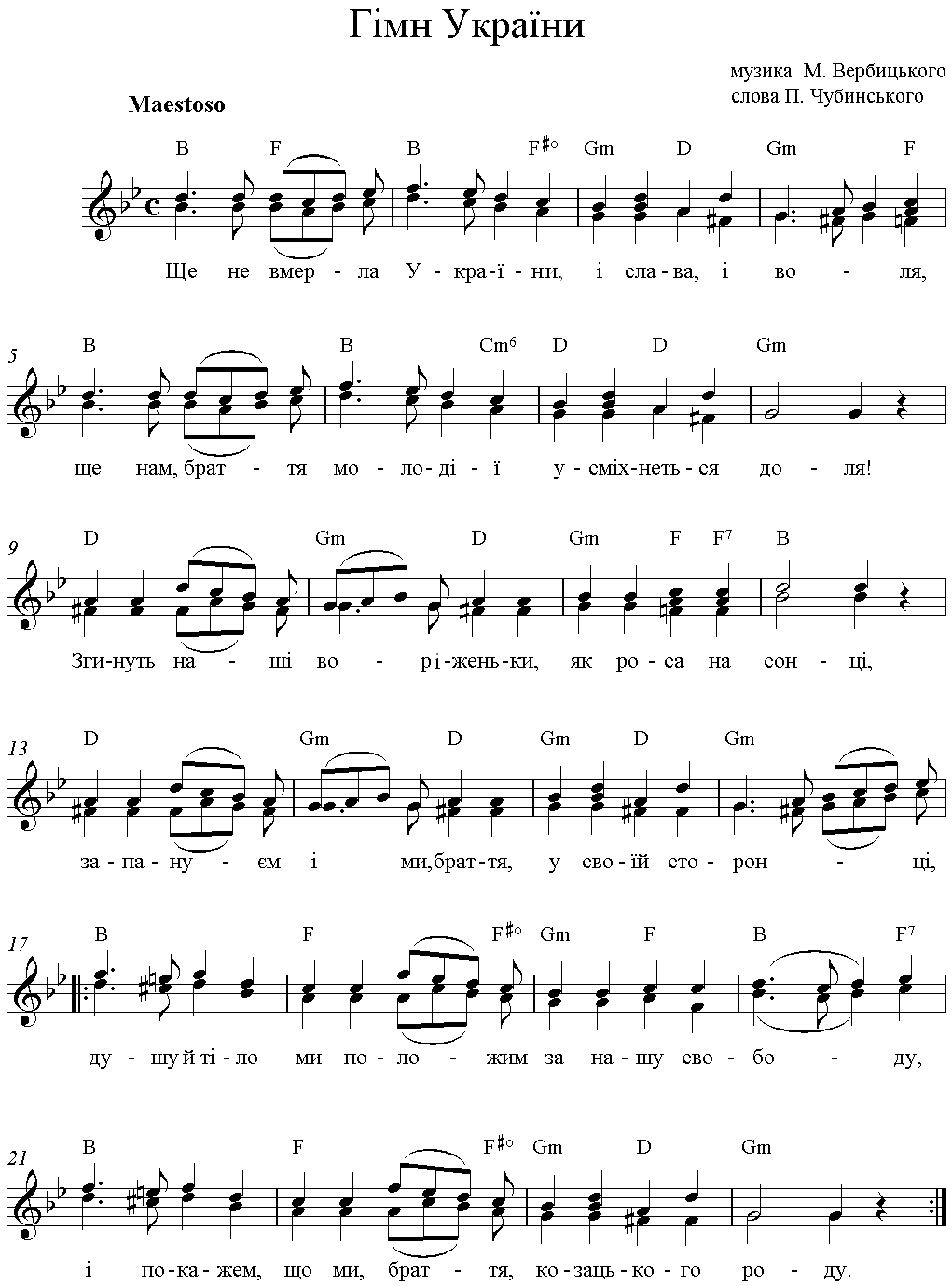
Bladmuziek van Sjtsje ne vmerla Oekrajiny

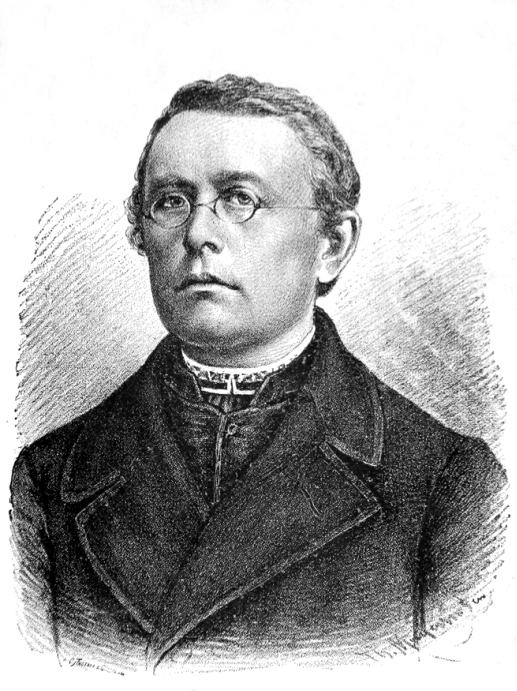
Componist Mychajlo Verbytsky

Het lied Sjtsje ne vmerla Oekrajiny (Oekraïens: Ще не вмерла України, De glorie en wil van Oekraïne zijn nog niet vergaan) is het volkslied van Oekraïne.

## Geschiedenis
De tekst werd in 1862 geschreven door de uit Kiev afkomstige etnograaf en dichter Pavlo Tsjoebynsky, de muziek in 1863 door priester, componist en koordirigent Mychajlo Verbytsky. Het lied, dat een grote populariteit verwierf in geheel Oekraïne, werd tijdens de revolutie in 1917 officieel aangenomen als volkslied van de Oekraïense Volksrepubliek, die op 25 januari 1918 onafhankelijk werd. Toen Oekraïne werd opgenomen in de Sovjet-Unie, werd het verboden.
In de tijd van de perestrojka raakte het lied opnieuw in zwang. In 1992 werd de melodie door het parlement, de Verchovna Rada, opnieuw tot volkslied van het onafhankelijke Oekraïne verheven. Van de tekst deden verschillende versies de ronde. Pas in 2003 nam de Verchovna Rada op voorstel van president Koetsjma een definitieve, officiële tekst aan: een licht gewijzigde vorm van de eerste strofe van het gedicht van Tsjoebynsky. Een van de motieven voor deze wijziging was, dat de tekst naar de mening van sommigen te veel leek op die van het Poolse volkslied.

## Tekst in het Oekraïens
| Ще не вмерла України і слава, і воля, Ще нам, браття молодії, усміхнеться доля. Згинуть наші воріженьки, як роса на сонці, Запануєм і ми, браття, у своїй сторонці. Refrein (2x): Душу й тіло ми положим за нашу свободу. І покажем, що ми, браття, козацького роду. | Sjtsje ne vmerla Oekrajiny i slava, i volja, Sjtsje nam, brattja molodiji, oesmichnetsja dolja. Zhynoet nasji vorozjenky, jak rosa na sontsi, Zapanoejem i my, brattja, oe svojij storontsi. Refrein (2x): Doesjoe j tilo my polozjym za nasjoe svobodoe. I pokazjem, sjtsjo my, brattja, kozatskoho rodoe. |

## Nederlandse vertaling
NOCH Oekraïense glorie is vergaan, NOCH haar vrijheid,

Het lot zal ons nog toelachen, Oekraïense broeders.

Onze vijanden zullen verdwijnen als de dauw in de zon,

en ook wij, broeders, zullen heersen in ons eigen thuisland.

Refrein (2x):

Onze ziel en ons lichaam zullen wij geven voor onze vrijheid.

En zo zullen wij, onze broeders, laten zien dat wij van de Kozakken voortkomen!

## Tekst van een mix van versies van het Oekraïense volkslied (zie links)
Ще не вмерла України ні слава, ні воля, 

Ще нам, браття-українці, усміхнеться доля. 

Згинуть наші воріженьки, як роса на сонці, 

Запануєм і ми, браття, у своїй сторонці. 

Душу, тіло ми положим за нашу свободу. 

І покажем, що ми, браття, козацького роду.